# Marco Valli
Marco Valli (Milano, 29 giugno 1985) è un politico italiano.

## Biografia

### Attività politica
Nel febbraio 2013 è candidato alle elezioni regionali in Lombardia con il Movimento 5 Stelle nella circoscrizione della Provincia di Milano ottenendo 202 voti, non risultando eletto.
Nel 2014 si candida alle elezioni europee con il Movimento 5 Stelle nella circoscrizione Italia nord-occidentale ottenendo 21.772 preferenze, risultando eletto.
Al Parlamento Europeo è stato membro titolare della commissione ECON (Affari economici e monetari) e della commissione CONT (Controllo dei bilanci) - nella quale è anche coordinatore per il gruppo EFDD - ed è membro sostituto delle commissioni BUDG (Bilanci) e TAX3 (Commissione speciale sui reati finanziari, l'evasione fiscale e l'elusione fiscale).
Si è distinto come uno degli eurodeputati più attivi e presenti della propria legislatura, registrando oltre il 98% di presenze in plenaria. Il portale mepranking.eu lo ha collocato al primo posto tra i deputati del Parlamento Europeo per numero di relazioni seguite e al quinto posto per numero di emendamenti presentati.
È inoltre membro delle seguenti delegazioni:
- Delegazione per le relazioni con la Repubblica popolare cinese
- Delegazione per le relazioni con gli Stati Uniti
- Delegazione all'Assemblea parlamentare paritetica ACP-UE

È stato inoltre anche membro sostituto delle commissioni speciali TAXE, TAX2 e PANA.
Attività principale nella commissione ECON (Affari economici e monetari)
In qualità di membro titolare della commissione ECON (Affari economici e monetari), è stato relatore ombra per il Gruppo EFDD di importanti relazioni legislative e di iniziativa politica, tra cui la revisione del regolamento sui requisiti di capitale e la revisione della direttiva BRRD nel quadro del “pacchetto di misure per il settore bancario”, il pacchetto di misure per affrontare il problema dei crediti deteriorati (“pacchetto NPL”), la proposta di riforma strutturale delle banche, in seguito ritirata dalla Commissione europea, e la revisione della IV Direttiva Antiriciclaggio. È stato inoltre relatore ombra per i regolamenti relativi al Fondo europeo per gli investimenti strategici (FEIS) e al programma InvestEU, e per la proposta di regolamento relativo al crowdfunding europeo.
Molto attivo nelle audizioni e nei dibattiti parlamentari, si è distinto per i suoi interventi critici sull'operato della BCE e della vigilanza europea sulle banche; in più occasioni ha denunciato che le autorità europee di vigilanza non svolgono una adeguata azione di supervisione sui rischi bancari legati alle esposizioni in derivati e in titoli illiquidi.
È stato co-autore di una serie di interrogazioni alla BCE sul sistema dei saldi TARGET2 che hanno scatenato un intenso dibattito sulla stampa, a causa della risposta di Mario Draghi, successivamente ritrattata,  secondo cui, in caso di uscita unilaterale dall'Euro, un Paese dovrebbe regolare integralmente la propria posizione.
Le sue principali battaglie politiche si sono incentrate sugli squilibri dell’unione economica e monetaria, di cui ha denunciato gli impatti asimmetrici della moneta unica e l’assenza di meccanismi sostenibili di riequilibrio e condivisione tra Paesi, sulla lotta all’elusione fiscale delle grandi corporation e sulle asimmetrie dell’unione bancaria. Ha co-organizzato un ciclo di convegni critici sull’Euro presso il Parlamento europeo con esponenti accademici internazionali.
Attività principale nelle commissioni CONT (Controllo dei bilanci) e BUDG (Bilanci)
In qualità di membro titolare della commissione CONT (Controllo dei bilanci), è stato relatore di 4 relazioni e relatore ombra per il Gruppo EFDD su ben 259 testi
Si è impegnato nella stesura di emendamenti volti a sottolineare l’importanza di tematiche quali la protezione degli interessi finanziari dell’Unione, la lotta contro le frodi, la protezione degli informatori e dei giornalisti investigativi e la trasparenza dei bilanci delle Istituzioni europee.
Nel 2017 è stato relatore, nell’ambito della procedura di discarico per l’anno 2016, della relazione annuale sul controllo delle attività finanziarie della Banca Europea per gli Investimenti per il 2016, della relazione sul discarico per l'esecuzione del bilancio generale dell'Unione europea per l'esercizio 2016, sezione II – Consiglio europeo e Consiglio e della relazione sul discarico per l'esecuzione del bilancio generale dell'Unione europea per l'esercizio 2016, sezione X – Servizio europeo per l'azione esterna
Nel 2018 è poi stato relatore, nell’ambito della procedura di discarico per l’anno 2017, della relazione sul discarico per l'esecuzione del bilancio dell'ottavo, nono, decimo e undicesimo Fondo europeo di sviluppo per l'esercizio 2017.
Tutti i testi per i quali è stato relatore sono stati approvati in plenaria con larga maggioranza.
Nel 2016 è stato membro di una delegazione parlamentare ad hoc in Calabria e Sicilia per svolgere una missione di inchiesta per la commissione CONT relativa al controllo dell’utilizzo dei fondi europei nell’ambito del programma Garanzia Giovani, il piano europeo per la lotta alla disoccupazione giovanile.
Nel 2018 è stato membro di una delegazione parlamentare ad hoc in Slovacchia per svolgere una missione di inchiesta per le commissioni CONT e LIBE (Libertà civili, giustizia e affari interni) relativa alla vicenda dell’omicidio del giornalista investigativo Jan Kuciak e della sua fidanzata Martina Kusnirova.
In parallelo alla sua attività nella commissione CONT, in qualità di membro sostituto nella commissione per i Bilanci (BUDG), ha portato avanti la battaglia sui tagli agli sprechi e privilegi all’interno delle Istituzioni UE. Dal 2014 è stato ogni anno relatore ombra per il Gruppo EFDD sul bilancio del Parlamento europeo, per il quale ha proposto – ma mai ottenuto - decine e decine di milioni di euro di risparmi, in particolar modo in merito ai costi legati alle indennità degli europarlamentari.
Il 20 settembre esce un articolo sul Sole 24 Ore dove, per la procedura di bilancio 2019, ha proposto una spending review da 830 milioni di euro sulle spese amministrative delle Istituzioni europee. Proposta che verrà poi bocciata in fase di voto in commissione BUDG.

## Controversie
A seguito di una inchiesta de Il Sole 24 ore, il 7 novembre 2018 si scopre che si era attribuito una laurea mai ottenuta e che a fine settembre 2017 aveva rimosso il suo curriculum anche dal sito del Parlamento Europeo.
Lo stesso giorno si è autosospeso e ha pubblicato sul suo profilo Facebook un post di scuse: «Desidero scusarmi prima di tutto con il MoVimento 5 Stelle, coi cittadini, gli attivisti e i miei colleghi al Parlamento europeo per l’errore commesso e me ne assumo le responsabilità».
Il 31 dicembre 2018 a seguito della controversia viene espulso dal Movimento.
Il 19 luglio 2021 si laurea in economia aziendale presso l’università telematica "Pegaso" di Napoli.